# Пологи (село, Запорожская область)
Поло́ги (укр. Пологи) — село, Пологовский сельский совет, Пологовский район, Запорожская область, Украина.
Является административным центром Пологовского сельского совета, в который, кроме того, входит село
Ивана Франко.

## Географическое положение
Село Пологи находится на правом берегу реки р.Конка,
выше по течению примыкает и на противоположном берегу расположен город Пологи.
Через село проходит автомобильная дорога Т-0401.

## История
- 1795 год — дата основания как слобода Новые Пологи.

18 февраля 1983 года здесь было завершено строительство завода по производству комбикормов и белково-витаминных добавок.
Население по переписи 2001 года составляло 3215 человек.

## Экология
На расстоянии в 1 км от села расположен карьер Пологовского ГОКа (добыча каолина открытым способом).